# Marinhistoria
Marinhistoria är sjöstridskrafternas historia, och alltså en gren av både sjöhistoria och militärhistoria.